# Aeroportul Municipal Nebraska City
Aeroportul Municipal Nebraska City (IATA: AFK, ICAO: KAFK, FAA LID: AFK) este un aeroport din Nebraska, Statele Unite ale Americii ce deservește zona Nebraska City⁠(d). A fost numit după zona deservită.
Situat la o altitudine de 355 m, aeroportul dispune de 2 piste.

## Infrastructură

### Piste
Aeroportul dispune de 2 piste. Pista 15/33 are suprafața de beton și dimensiunile 4.501 picioare × 76 picioare. Pista 05/23 are suprafața de Iarbă și dimensiunile 2.550 picioare × 151 picioare. 